# 沧州铁狮子
沧州铁狮子，又名镇海吼，位于中华人民共和国河北省沧州市沧县旧州镇的沧县古城内，是一座铁质狮子造像。据县志记载，铁狮身上有铭文称其始建于后周广顺三年（953年），其具体建造的目的至今尚存争议。该铁狮现实际身长为6.264米，体宽为2.981米，通高为5.47米，腹部中空，重32吨，狮身原有多处铭文，但多已漫漶不清。沧州铁狮子自1957年起屡次得到修缮，但历次修缮均出现了新的问题，这些新问题都加重了铁狮的损毁。1961年，沧州铁狮子被列为全国重点文物保护单位。

## 历史
沧州铁狮子和景县景州塔、正定县隆兴寺菩萨像以及赵县赵州桥并称为河北古代四宝。根据铁狮子脖子右侧及牙边原有的铭文记载，这座铁狮子铸造于后周广顺三年（953年）。关于这座铁狮的具体用途，比较常见的共有三种不同的说法。一种认为这座铁狮子是後周世宗北伐期间发动罪犯服繇役铸造，用以镇城的；另一种说法认为铁狮子是用于镇海的，故而得别名“镇海吼”；还有一种说法根据铁狮腹腔内的疑似金刚经经文和背上的形似莲盆的盆状物，认为铁狮子原应为一座寺庙的附属建筑，背上原应有文殊菩萨的造像，而与其相对的应有一尊白象和普贤菩萨的造像。
铁狮自明朝起就已出现残毁迹象。
- 清朝嘉庆八年（1803年），铁狮被大风刮倒[d][e]。
- 光绪十九年（1893年）代理知州宫昱组织人力把铁狮扶起来。由于没有合适的起重设备，这次扶正采取了挖坑之后用大绳拉入坑中的方式，扶正后的铁狮底部比周围的农田低了很多。铁狮的腹部在这次维修中用砖撑了起来，头部和莲盆则用石条撑起。抗日战争时期，铁狮下颌被砸掉，碎块佚失。
- 中共建政后，1957年，当地政府在铁狮上方修建了一座保护用的八角亭，并在铁狮脚下浇筑了水泥基座，铁狮的脚趾部分用水泥修补。由于相较周边农田位置较低，新建的保护亭并未起到太大的保护作用，反而导致雨水无法快速蒸发，热量无法快速散出，加剧了铁狮的锈蚀[4]。
- 1958年大跃进时期，有当地人从铁狮身上砸下碎块拿去土法煉鋼。
- 1961年，沧州铁狮子被列为全国重点文物保护单位[5]。
- 1975年，铁狮外的保护亭被拆除。
- 1980年，在对铁狮的金相整体评估之后，沧州地区文化局向河北省文物局提交了将铁狮迁移保护的请示，并获得了批准。
- 1983年11月，铁狮被整体迁移至原址北侧8米的位置，这次搬迁中狮头和莲盆一度被拆，搬迁完成后又浇筑回原位[4]。
- 1987年，铁狮外表又加涂了保护涂料，以减缓锈蚀。这次搬迁中为了加固铁狮腿部，曾灌注了硫磺合剂，但硫磺合剂加速了铁狮腿部的锈蚀，且其凝固之后体积膨胀造成了铁狮腿部出现了破损。
- 1994年8月12日至1995年2月，文物部门重新修缮了铁狮的腿部，并在铁狮的腿部填充炉渣、石子、石灰作为新的填充物。这次维修之后铁狮腿部彻底失去了承重功能，整座铁狮只能用外加的钢柱支撑。铁狮腿部的新的填充物在此后数年继续膨胀，使铁狮出现了多条裂缝。
- 2000年，铁狮腿部填充物再次被清除[3]。
- 2010年，沧州铁狮子入围“河北最具影响力十大文物景观”评选活动[6]，但最终并未入选[7]。
- 2015年，铁狮的四肢再次被曝出现严重裂纹[8]。

## 结构
铁狮子位于沧州市沧县的沧州古城内，在城东门至西门的大道北侧。该铁狮实际身长为6.264米, 体宽为2.981米, 通高为5.47米，腹部中空，重32吨，估测其始建时重量在40吨以上。铁狮采用分截叠铸法浇铸而成，根据狮身上的痕迹可知，每片浇筑用的泥范宽35至45厘米，高20至25厘米，总共使用了约500块泥范。头部向南并上昂，嘴部大张，头上有波浪形毛发，四肢叉开，背部背有一个巨大的铁盆，前胸和臀部有束带，前胸带的两端分垂于肩部，臀部带垂于胯部。头顶及脖子下方各有铭文“狮子王”，脖子右侧及牙边有铭文“大周广顺三年铸”，左侧肋部有铭文“山东李云造”，腹内有疑似金刚经的铭文，头部内侧有铭文“宝田、郭宝玉”，莲盆内发现了“贝王□□用”的铭文。

## 新滄州鐵獅子

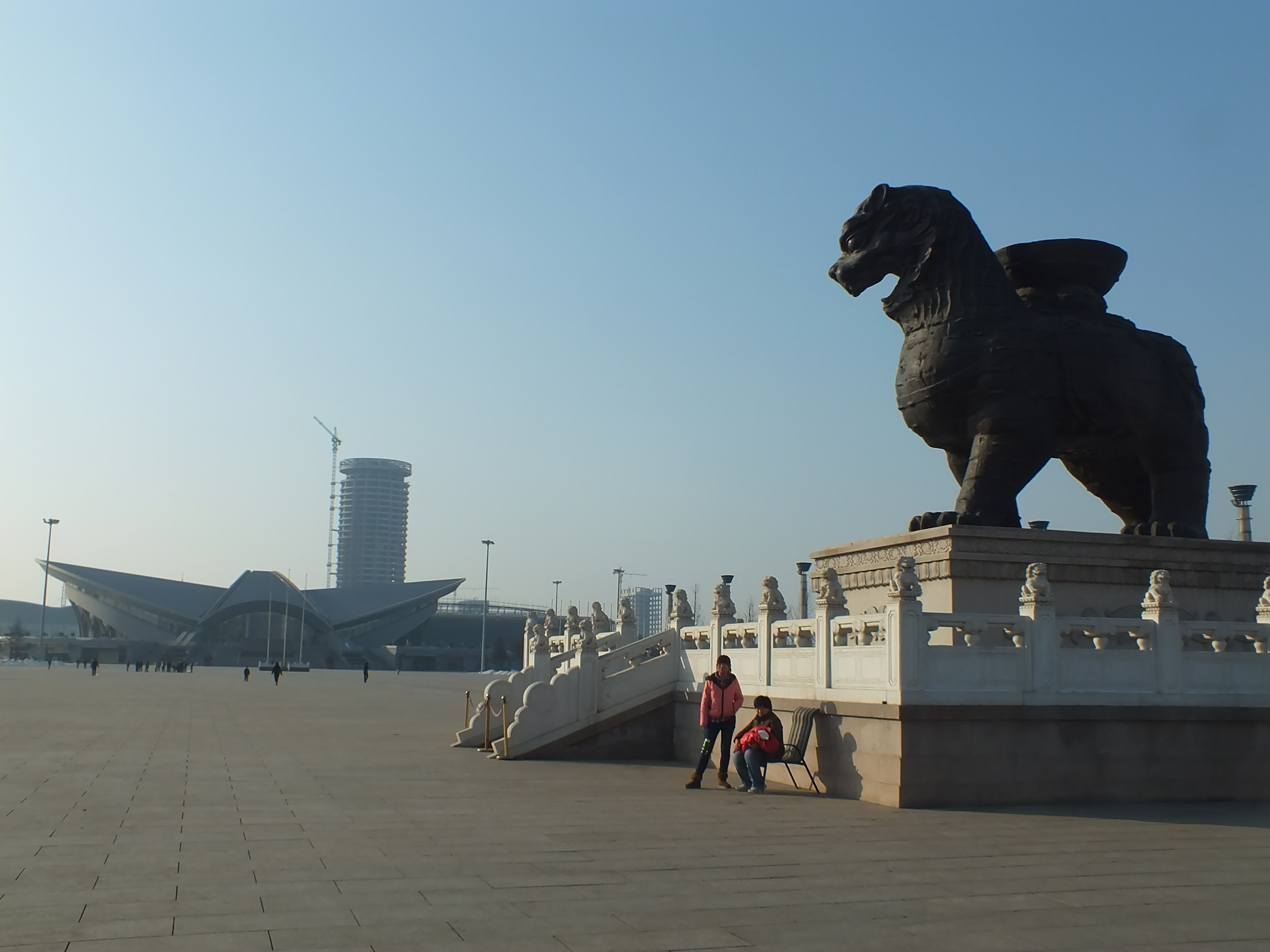
位於獅城公園的新滄州鐵獅子

2011年3月28日，新滄州鐵獅子在滄州市的獅城公園建成，這隻新鐵獅子比原來的更大（是原來的1.32倍），重約120噸，它也開創了一個世界紀錄:世上最大的一次性整體澆鑄的鐵獅子。